# Cnissostages
Cnissostages is een geslacht van vlinders van de familie van de zakjesdragers (Psychidae). De wetenschappelijke naam van dit geslacht is voor het eerst voorgesteld door Philipp Christoph Zeller in een publicatie uit 1863. De soorten binnen dit geslacht komen in Midden- en Zuid-Amerika voor.

## Soorten
- Cnissostages mastictor Bradley, 1951
- Cnissostages oleagina Zeller, 1863
- Cnissostages osae Davis, 2003